# لیبرتین
لیبرتین (انگلیسی: Libertine) کسی است که از بیشتر قیود اخلاقی که نالازم یا نامطلوب به نظر می‌رسند، رها است. لیبرتین به‌طور خاص کسی است که به اخلاقیات و اشکال رفتاری پذیرفته شده توسط جامعهٔ بزرگتر بی اعتنایی می‌کند و حتی رد شان می‌کند. لیبرتین‌ها برای لذات فیزیکی، یعنی آنهایی که از طریق حواس تجربه می‌شوند، ارزش قائل اند. فلسفهٔ لیبرتینیسم در سده های۱۷، ۱۸ و ۱۹ مخصوصاً در فرانسه و بریتانیای کبیر پیروانی یافت. از جمله سرشناسان آنها جان ویلموت، مارکی دو ساد و گاسندی.